# Davide Bresadola
Davide Bresadola, né le 10 septembre 1988 à Cles, est un sauteur à ski italien, qui a commencé dans le combiné nordique. 

## Carrière
Membre du club de l'armée CS Esercito, il prend part à son premier championnat du monde junior de combiné nordique en 2003 à Sollefteå.
Il fait ses débuts dans la Coupe du monde de combiné nordique en 2006, mais n'arriver pas à marquer de points lors de ses participations. Il prend part dans ce sport aux Jeux olympiques d'hiver de 2006 où il finit 44e du sprint (et aussi onzième par équipes en saut à ski) et aux Championnats du monde 2009. 
À partir de 2010, il se consacre uniquement au saut à ski, faisant ses débuts en Coupe du monde de saut à ski en janvier 2010. Il marque ses premiers points dès son deuxième concours individuel (26e à Vikersund). Il retrouve les Jeux olympiques en 2014 à Sotchi, s'y classant seulement 51e au grand tremplin.
Il devient champion d'Italie pour la première fois en septembre 2014. Il obtient fin 2014 son premier top 10 en Coupe du monde lors de la manche de Lillehammer avec une 9e place.
Il remporte sa première victoire dans la Coupe continentale à Wisła en 2016.
En 2017, à Lahti, pour sa cinquième participation à des championnats du monde, il se place 27e au petit tremplin, soit sa meilleure performance dans les rendez-vous majeurs. Il ensuite 22e du classement général au Grand Prix à l'été qui suit. Cependant, il ne continue pas dans cette lignée lors de l'hiver 2017-2018, ne marquant aucun point en Coupe du monde.
Il saute aux Jeux olympiques d'hiver de 2018 à Pyeongchang, sans passer la barre du top trente (35e au mieux).
Il arrête sa carrière internationale à l'issue de la saison 2018-2019.

## Palmarès en combiné nordique

### Jeux olympiques
| Épreuve / Édition | Épreuve / Édition | Turin 2006 |
| Par équipes       | Par équipes       | abandon    |
| Gundersen         |                   |            |
| Sprint            | Sprint            | 44e        |

### Championnats du monde
| Épreuve / Édition          | Épreuve / Édition          | Liberec 2009 |
| Par équipes                | Par équipes                | 7e           |
| Gundersen (grand tremplin) | Gundersen (grand tremplin) | 32e          |

## Palmarès en saut à ski

### Jeux olympiques
| Épreuve / Édition | Épreuve / Édition | Turin 2006 | Sotchi 2014 | Pyeongchang 2018 |
| Individuel        | PT                | -          | Disqualifié | 35e              |
| Individuel        | GT                | -          | 51e         | 47e              |
| Par équipes       | Par équipes       | 11e        | -           | 11e              |

Légende :
 - : ne participe pas à l'épreuve
GT : grand tremplin / PT : petit tremplin.

### Championnats du monde
| Épreuve / Édition | Épreuve / Édition | Oslo 2011                        | Val di Fiemme 2013               | Falun 2015                       | Lahti 2017                       |
| Individuel        | PT                | -                                | 44e                              | 37e                              | 27e                              |
| Individuel        | GT                | 36e                              | -                                | 36e                              | 48e                              |
| Par équipes       | PT                | 11e                              | Épreuve inexistante à cette date | Épreuve inexistante à cette date | Épreuve inexistante à cette date |
| Par équipes       | GT                |                                  | 8e                               | 12e                              | -                                |
| Par équipes       | mixtes            | Épreuve inexistante à cette date | -                                | 9e                               | 7e                               |

Légende :
GT : grand tremplin / PT : petit tremplin.

### Championnats du monde de vol à ski
| Épreuve / Édition | Harrachov 2014 |
| Individuel        | 40e            |
| Par équipes       | -              |

### Coupe du monde
- Meilleur classement général : 52e en 2015.
- Meilleur résultat individuel : 9e.

#### Différents classements en Coupe du monde
| Année     | Classement général final |
| 2010-2011 | 71e                      |
| 2011-2012 |                          |
| 2012-2013 | 76e                      |
| 2013-2014 | 62e                      |
| 2014-2015 | 52e                      |
| 2016-2017 | 60e                      |

### Coupe continentale
- 1 victoire.